# The Tower of London
Pour les articles homonymes, voir The Tower of London.
Pour plus de détails, voir Fiche technique et Distribution.
The Tower of London (littéralement : La Tour de Londres) est un film britannique réalisé par Maurice Elvey et sorti en 1926.

## Synopsis
L'histoire de Jeanne Grey, qui fut brièvement reine d'Angleterre en 1553 avant d'être déposée et exécutée lorsque Marie Tudor réussit à prendre le pouvoir.

## Fiche technique
- Titre original : The Princes in the Tower
- Réalisation : Maurice Elvey
- Société de production : Cosmopolitan Productions
- Société de distribution : Cricks & Martin Films
- Pays d'origine :  Royaume-Uni
- Langue : anglais
- Format : Noir et blanc – 1,33:1 – 35 mm – Muet
- Genre : film historique
- Longueur de pellicule : 457,2 m
- Date de sortie :
  - Royaume-Uni : janvier 1926

## Distribution
- Isobel Elsom : Lady Jane Grey
- John Stuart